# 咽颌

鯙科的咽颌结构

咽颌是某些动物除口腔颌骨外的另一副颌骨，位于动物的咽喉部。咽颌是由鳃弓演化而来的。大约有3万种已知的鱼类拥有咽颌，其中最为知名的是鯙科动物，它们的咽颌能够相当自由地活动，并帮助它们吞食体积庞大的猎物。
在经典科幻系列电影《异形》中，外星生物“异形”就拥有咽颌。